# Even Hovland
Even Hovland (ur. 14 lutego 1989 w Vadheim) – norweski piłkarz, występujący na pozycji obrońcy. Zawodnik klubu Rosenborg BK.

## Kariera klubowa
Hovland karierę rozpoczynał w 2007, w zespole Sogndal Fotball z 1. divisjon. W 2010 awansował z nim do Tippeligaen. W lidze tej zadebiutował 20 marca 2011 w przegranym 1:2 pojedynku ze Strømsgodset IF. 19 maja 2011 w wygranym 2:0 spotkaniu z Lillestrøm SK, strzelił pierwszego gola w Tippeligaen. Przez pięć sezonów w barwach Sogndal rozegrał 94 spotkania i zdobył 10 bramek.
W 2012 Hovland odszedł do mistrza Norwegii, Molde FK. Pierwszy raz w jego barwach wystąpił 23 marca 2012 w wygranym 2:1 meczu ze Strømsgodset IF. W 2014 przeszedł do 1. FC Nürnberg. W 2017 wrócił do Sogndal, a w 2018 został piłkarzem klubu Rosenborg BK.

## Kariera reprezentacyjna
W reprezentacji Norwegii Hovland zadebiutował 18 stycznia 2012 w wygranym 1:0 meczu Pucharu Króla Tajlandii z Tajlandią.